# Monte Paramont
Monte Paramont – szczyt w Alpach Graickich, części Alp Zachodnich. Leży w północnych Włoszech w regionie Dolina Aosty. Należy do Grupy Grande Sassière i Rutor. Szczyt można zdobyć ze schroniska Rifugio Alberto Deffeyes (2494m). Szczyt otaczają lodowce: Ussellettes i Rutor.
Pierwszego wejścia dokonał Nicodemo Jadanza 5 w sierpniu 1880 r.